# Serge Nyuiadzi
Komla Sistofe Serge Nyuiadzi (* 17. September 1991 in Agou) ist ein französischer Fußballspieler togoischer Abstammung.

## Karriere

### Verein
Die Anfänge von Nyuiadzis Karriere sind unbekannt. Als erste belegte Tätigkeit spielte er bis 2010 für den Nachwuchs von OGC Nizza und war hier ab 2011 Teil der Profimannschaft. Ohne einen Einsatz für diese absolviert zu haben, wechselte er 2011 zum bulgarischen Verein ZSKA Sofia. Nach acht Ligaeinsätzen in einer Saison für ZSKA zog er zur Saison 2013/14 zum litauischen Verein VMFD Žalgiris Vilnius weiter. Mit dem Verein feierte er 2013, 2014 und 2015 die litauische Meisterschaft. Im Januar 2016 verpflichtete ihn der türkische Zweitligist 1461 Trabzon. Hier stand er bis Mitte April 2016 unter Vertrag. Von Mitte April 2016 bis Anfang März 2017 war er vertrags- und vereinslos. Am 8. März 2017 verpflichtete ihn sein ehemaliger Verein FK Žalgiris Vilnius. Anfang September 2017 wechselte er für den Rest des Jahres nach Rumänien zum Erstligisten Astra Giurgiu. Für den Verein aus Giurgiu bestritt er sieben Erstligaspiele. Nach der Ausleihe kehrte er zu Vilnius zurück. Nach insgesamt 40 Ligaspielen für Vilnius wechselte er im März 2019 nach Kasachstan, wo er einen Vertrag beim Erstligisten FK Taras unterschrieb. Für den Verein aus Taras bestritt er 26 Erstligaspiele. Im Februar 2020 wechselte er bis Anfang August 2020 zum Ligakonkurrenten Kaspij Aqtau nach Aqtau. Für Aqtau stand er zweimal in der ersten Liga auf dem Spielfeld. Am 10. August 2020 unterschrieb er wieder einen Vertrag beim FK Taras. Hier stand er bis Mitte März 2021 unter Vertrag. Der FK Sūduva, ein litauischer Erstligist aus der Distrikthauptstadt Marijampolė nahm ihn am 18. März 2021 unter Vertrag. Nach 29 Erstligaspielen ging er im März 2022 wieder nach Kasachstan. Hier nahm ihn für den Rest des Jahres der Erstligist Ordabassy Schymkent unter Vertrag. Mit dem Verein aus Schymkent stand er am 12. November 2022 im Finale des kasachischen Pokals. Das Endspiel gegen Aqschajyq Oral gewann Schymkent mit 5:4 nach Verlängerung. Im Januar 2023 zog es ihn nach Thailand, wo ihn der Erstligist Ratchaburi FC aus Ratchaburi unter Vertrag nahm. Nach sechs Erstligaspielen wurde sein Vertrag nach der Saison nicht verlängert. Der FK Machtaaral, ein Erstligist aus Kasachstan, nahm ihn am 10. Juli 2023 bis zum Saisonende unter Vertrag. Dort erzielte er in acht Ligaspielen einen Treffer und ist seit dem 1. Februar 2024 erneut ohne Verein.

### Nationalmannschaft
Serge Nyuiadzi absolvierte von 2021 bis 2022 sechs Länderspiele für die A-Nationalmannschaft von Togo. Sein Debüt gab er am 5. Juni 2021 in einen Freundschaftsspiel gegen Guinea (2:0). Hier wurde er in der 72. Minute für Euloge Placca Fessou eingewechselt.

## Erfolge
FK Žalgiris Vilnius
- Litauischer Meister: 2013, 2014, 2015

Ordabassy Schymkent
- Kasachischer Pokalsieger: 2022